# Slavomíra
Slavomíra je ženské křestní jméno slovanského původu s významem mírumilovná. Podle českého kalendáře má svátek 22. ledna. Domácí oslovení je Sláva, Slávka, Slavuše a Mirka.

## Osobnosti
- Slavomíra Ferenčuhová – socioložka, vysokoškolská pedagožka
- Slavomíra Foretová (* 1952) – ilustrátorka a grafička
- Slavomíra Očenášová Štrbová (* 1963) – slovenská literární historička, autorka odborných článků a publikací
- Slavomíra Schubertová – matematička, autorka odborných prací
- Slavomíra Svátková (* 1957) – ekonomka, vysokoškolská pedagožka
- Slavomíra Vojenčáková (* 1972) – slovenská filoložka, překladatelka a tlumočnice z angličtiny